# 하드 카피
하드 카피(영어: hard copy, 문화어: 고정복사, 하드코피)는 영구적인 생산본이나 물리적인 복사본으로, 사람이 직접 사용하는 데 적합한 데이터 전달 및 표시 목적의 모든 매체(특히 종이)를 가리킨다. 하드 카피에는 이를테면 텔레프린터 페이지, 연속 인쇄된 테이프, 팩시밀리 페이지, 컴퓨터 출력물, 무선 전송 사진 인쇄물이 있다.
자기 테이프, 디스켓, 인쇄되지 않은 천공 종이 테이프는 하드 카피가 아니다.

## 같이 보기
- 소프트 카피
- 리버스 엔지니어링(역공학)
- 데드 카피(dead copy)
- 하드커버 (양장본)